# Revoluționarul (povestire)
„Revoluționarul” (în engleză The Revolutionist) este o povestire din 1925 a scriitorului american Ernest Hemingway.